# Intento de autogolpe de Estado en Perú de 2022
El intento de autogolpe de Estado en Perú fue un intento de ruptura del orden constitucional realizado el 7 de diciembre de 2022 por el entonces presidente Pedro Castillo, quien, ante las declaraciones de Salatiel Marrufo (ex jefe de asesores del Ministerio de Vivienda) realizadas ante la Comisión de Fiscalización del Congreso sobre la presunta entrega de 50 mil soles mensuales a su persona para mantener en el cargo de ministro de vivienda a Geiner Alvarado y el  inminente tercer proceso de destitución en su contra, que iba a  debatirse aquel día por presuntos actos de corrupción y escándalos que lo involucraban directamente a él y a su entorno, se dirigió a la nación en un mensaje televisado en el que anunció:
1. La disolución del Congreso de la República.
2. La intervención del Poder Judicial, al Ministerio Público, de la Junta Nacional de Justicia y al Tribunal Constitucional.
3. La convocatoria a elecciones para un nuevo Congreso con facultades constituyentes.
4. Toque de queda a nivel nacional.

Al terminar su mensaje, Castillo dio la orden a la policía de detener a la fiscal de la nación Patricia Benavides y de cerrar el congreso e impedir el ingreso a dichas instalaciones. El acto fue reconocido por los políticos de diversas tendencias, los medios de comunicación y el Tribunal Constitucional como un golpe de Estado, y algunos lo compararon con el autogolpe de 1992 perpetrado por el expresidente Alberto Fujimori. Por otro lado, algunos congresistas que compartieron la línea política de Castillo como Katy Ugarte se negaron a reconocerlo así y atribuyeron el golpe de Estado al Congreso.
El autogolpe de Estado fracasó al generar el inmediato rechazo de todas las instituciones políticas, del Ministerio Público e incluso de los propios ministros de Castillo (que en su mayoría dimitieron). Tampoco tenía el respaldo de las Fuerzas Armadas ni de la Policía Nacional, instituciones que en un comunicado expresaron su decisión de no apoyar ningún acto contrario al orden constitucional.  (Aunque antes de esta publicación cumplieron, la orden de impedir la entrada al congreso de civiles y congresistas).
Castillo fue destituido ese mismo día por el Congreso de la República, amparándose en el artículo 46 de la Constitución para el inicio del proceso, y arrestado cuando se dirigía a la embajada mexicana en Lima para solicitar asilo político.
La  vicepresidenta Dina Boluarte, fue designada como presidenta constitucional por línea de sucesión. No obstante, aquel suceso marcó el inicio de enfrentamientos e insurrecciones en contra de la nueva sucesión presidencial. Simpatizantes de Castillo, que habían sido congregados para la «Toma de Lima»  marcharon por las calles en contra del Gobierno de Boluarte, así como respaldando la decisión tomada por Castillo.
El 4 de marzo de 2025, se inició el juicio por el autogolpe de Estado, siendo los acusados Castillo, Bettsy Chávez (premier), Aníbal Torres, además de Willy Huerta (ministro del interior en ese entonces), el general PNP Manuel Lozada (jefe de la región policial Lima), el comandante PNP Jesús Venero (jefe operativo de la Unidad de Servicios Especiales) y el teniente PNP Eder Infanzón (oficial operativo de la Unidad de Servicios Especiales). Se solicitó 34 años de prisión para Castillo; 25 años para Chávez, Huerta, Lozada, Venero e Infanzón; y 15 para Torres. Además, se solicitó el pago de una reparación civil de más de 65 millones de soles.

## Antecedentes
En el momento en que ocurrieron los hechos, el presidente Pedro Castillo no estaba legalmente habilitado a disolver el Congreso, debido a que al poder ejecutivo no le había rechazado al menos dos cuestiones de confianza, situación que constituye el único supuesto contemplado en la Constitución peruana que permite la disolución del parlamento. La cuestión de confianza presentada por Aníbal Torres (presidente del Consejo de Ministros del cuarto gabinete) no podía considerarse como denegada, pues ésta ni siquiera fue admitida a consideración debido a que contenía materias de competencia exclusiva del congreso, conforme lo ratificó posteriormente la Sentencia del Tribunal Constitucional sobre la cuestión de confianza planteada el 17 de noviembre de 2022. Tampoco podía forzar a una asamblea constituyente, que aún estuvo en proyecto, ya que el mecanismo para cambiar la Constitución total o parcialmente no requiere de un cierre del Congreso sino de cumplir el artículo 206. de la constitución de 1993. El politólogo Martín Tanaka notó que «el exmandatario tenía graves limitaciones para el ejercicio del Gobierno».
Semanas antes del inicio del proceso de vacancia, según reportó IDL, los jefes de la Policía Nacional del Perú se reunieron con el Comando Conjunto de las Fuerzas Armadas para determinar el camino a seguir ante posibles eventualidades. El acuerdo llegado fue que seguirían órdenes que no torcieran o fracturaran el marco constitucional. Debido a las posibles eventualidades se formó un comité de crisis integrado por Raúl Alfaro, Vicente Álvarez, Segundo Mejía y Jorge Angulo. El comité tenía por objetivo tomar medidas ante cualquier escenario previsto, incluido la disolución del congreso. Se decidió lanzar un comunicado oficial avisando de una posible cadena perpetua a todo individuo que intentará alterar el orden público 
El 3 de diciembre de 2022, el ministro de defensa Daniel Barragán renunció. Debido a su renuncia se dieron diversas especulaciones. Según se recogió, Castillo le habría pedido a Barragán que pidiera a las autoridades de las Fuerzas Armadas que no hicieran nada si «varios miles de reservistas toman el Congreso el próximo 15 de diciembre». Ante los rumores de un posible autogolpe de Estado, Barragán las descartó diciendo que «son especulaciones, yo rechazo ese estribillo del fin de semana, no hay nada de golpe de Estado». En reemplazo de Barragán juramentó Emilio Gustavo Bobbio como ministro de defensa.
El 4 de diciembre de 2022, el entonces mandatario señaló que ratificaba su «compromiso con la democracia, el estado de derecho, la Constitución», y que rechazaba rotundamente que su gobierno «esté tramando un cierre del Congreso para evitar una vacancia». En respuesta ante un eventual cambio, el asumido titular del Ministerio de Justicia, Félix Chero anunció que «nada ni nadie desde el Ejecutivo quebrantará el Estado Constitucional de Derecho».
El 5 de diciembre de 2022, congresistas de la oposición como María del Carmen Alva (Acción Popular), Norma Yarrow (Avanza País) y Martha Moyano (Fuerza Popular) realizaron vigilia ante el temor de represalias por el Poder Ejecutivo. Alva comentó a la prensa que no hay una clara comunicación con el Poder Legislativo en responder acusaciones de «incapacidad moral»: «¿Cuál es el problema de venir acá y enfrentar este tema? Definitivamente, [Castillo] tiene rabo de paja». La presidenta de la Subcomisión de Acusaciones Constitucionales, Lady Camones, vaticinó que «tenemos una posibilidad de cierre [...], a nosotros nos da esas alertas que tenemos que cuidar». El debate de la tercera moción de vacancia por incapacidad moral permanente contra el presidente Pedro Castillo se programó para el 7 de diciembre de 2022. La moción se intensificó luego de las declaraciones brindadas en el noticiero matutino Buenos Días, Perú del exjefe de la Dirección Nacional de Inteligencia (DINI), José Fernández Latorre, el cual aportó una serie de audios a las investigaciones por organización criminal y encubrimiento personal en su despacho. El entonces mandatario señaló que se rebatiría la vacancia porque se basa en «dichos de terceros».
Horas antes a la moción de vacancia, el jefe del gabinete técnico se encargó de la redacción del discurso de defensa y conciliación que iba a leer ante el Congreso. El apoyo a la moción de vacancia había disminuido para el 7 de diciembre.

## Desarrollo de los acontecimientos

### Cronología
El horario está establecido según la hora local de Perú (UTC-5) y se refiere a los eventos ocurridos el 7 de diciembre de 2022.
- 10:17: Salatiel Marrufo, ex jefe del gabinete de asesores del Ministerio de Vivienda en la gestión del Ministro Geiner Alvarado, durante el gobierno de Pedro Castillo, declaró ante la Comisión de Fiscalización del Congreso que le entregó «personalmente, cien mil soles al presidente»,[70][71] involucrando por primera vez a Pedro Castillo en entregas de dinero ilícito.[72]
- 11:41: El presidente Pedro Castillo inicia su mensaje a la nación en el cual anuncia su decisión de disolver el congreso, e intervenir diversas instituciones autónomas como el Poder Judicial, el Ministerio Público, la Junta Nacional de Justicia, el Tribunal Constitucional y la defensoría del pueblo; además de convocar a elecciones extraordinarias para una asamblea constituyente con el fin de redactar una nueva constitución, así como ordenar toque de queda y que todos los ciudadanos entreguen sus armas en un plazo limitado.[73]
- 12:01: El presidente Pedro Castillo, a través del ministro del interior, Willy Huerta, le ordena al comandante general de la policía, Raúl Alfaro que cierre el congreso y no permita el ingreso de ninguna otra persona en sus instalaciones, además de intervenir a la fiscal de la nación, Patricia Benavides; aunque la orden no fue acatada por Alfaro,[27] Huerta dispuso que el general PNP Manuel Lozada dispusiera el cierre del congreso. Se ordenó por radio que «nadie ingresa, nadie sale, orden de Romero 39», siendo Romero 39 Lozada. Al recibir el comunicado, el teniente PNP Eder Infanzón se comunicó con el comandante PNP Jesús Venero, quien le ratificó la orden dada por Lozada. Infanzón, entonces, impidió que se ingresara al congreso.[38][39][74]
- 12:06: El Ministro de Relaciones Exteriores de Pedro Castillo, César Landa, anunció a través de su cuenta de Twitter que «en estricto apego a mis convicciones y valores democráticos y constitucionales, he decidido renunciar irrevocablemente al cargo de Ministro de Relaciones Exteriores, ante la decisión del Presidente Castillo de cerrar el Congreso de la República, violando la Constitución».[75]
- 12:07: El Ministro de Economía, Kurt Burneo, anunció también a través de su cuenta de Twitter que «habiéndose vulnerado el Estado de Derecho y en la línea con mis principios democráticos, presento mi renuncia irrevocable al cargo de ministro de Economía y Finanzas».[76]
- 12:28: La Fiscal de la Nación se pronunció "rechazando todo quebrantamiento del orden constitucional».[77]
- 12:38: La Procuraduría General del Estado publicó un comunicado en el cual señala que «del contenido del mensaje a la nación, emitido en la fecha, se advierte con claridad que el presidente de la República, Pedro Castillo Terrones, ha violado flagrantemente la Constitución Política del Perú en tanto ha dispuesto la disolución del Congreso de la República en contra del texto expreso del artículo 113° de la Constitución».[78]
- 13:00: El teniente Infanzón, que previamente estaba impidiendo el ingreso de congresistas y civiles al congreso, recibió una llamada del comandante Venero quien le manifestó que, debido a que la policía se iba a manifestar en contra del autogolpe, se tenía que dar las facilidades para el ingreso al congreso.[38]
- 13:06: El presidente del Tribunal Constitucional calificó las acciones de Castillo como un «golpe de Estado», invocando a las Fuerzas Armadas y Policía Nacional del Perú a restituir el orden constitucional.[79]
- 13:10: El Congreso de la República inicia una sesión extraordinaria para destituir al presidente Castillo mediante la aprobación de una moción de vacancia en el cargo por incapacidad moral.
- 13:32: Las Fuerzas Armadas y la Policía Nacional del Perú emiten un comunicado conjunto señalando que «cualquier acto contrario al orden constitucional establecido, constituye una infracción a la Constitución y genera el no acatamiento por parte de las Fuerzas Armadas y Policía Nacional del Perú».[80]
- 13:36: El Presidente Pedro Castillo; la primera dama, Lilia Paredes y el resto de los integrantes de la familia presidencial; en compañía del ex primer ministro, Aníbal Torres salen raudamente con equipajes y maletas de Palacio de Gobierno en dirección hacia la embajada de México, siendo captados por varios reporteros que se encontraban en los exteriores de la residencia presidencial.[81]
- 13:40: La Presidenta del Poder Judicial, Elvia Barrios, junto a los miembros de la Corte Suprema, emite un pronunciamiento en donde reiteran en que no acatarán una decisión inconstitucional.[82]
- 13:42: El Presidente Pedro Castillo es arrestado por la Policía Nacional del Perú cuando se dirigía a la embajada de México para refugiarse. Fue intervenido a la avenida Inca Garcilaso de la Vega al considerarse que se encontraba en flagrancia delictiva y fue conducido a la prefectura de Lima; mientras que la primera dama, Lilia Paredes, y sus hijos deciden regresar a Chota en Cajamarca a pedido de Castillo.[83]
- 13:49: El Congreso de la República aprueba la moción que destituye a Pedro Castillo como presidente, declarando la vacancia del cargo. Del total de 130 congresistas, 102 votaron a favor, 6 votaron en contra, 10 se abstuvieron y 12 estuvieron ausentes de la sesión.[73]
- 14:07: La Presidente del Consejo de Ministros, Betssy Chávez, publicó en su cuenta de Twitter su carta de renuncia irrevocable al cargo, sin expresar motivación alguna.[84]
- 23:23: La Fiscal de la Nación, Patricia Benavides, en compañía de la policía nacional y del ministerio público, dirigió un allanamiento masivo en el Palacio de Gobierno, en la residencia presidencial, en la Presidencia del Consejo de Ministros y en el Ministerio de Vivienda para recolectar pruebas vinculadas al intento de autogolpe.[85]
- 23:24: Pedro Castillo, en compañía de su ahora abogado Aníbal Torres, es trasladado al Complejo Policial Comandante Juan E. Benites Luna, en el distrito del Rímac, para luego ser llevado en helicóptero al establecimiento penitenciario de la DINOES donde se encontraba[86] detenido el expresidente Alberto Fujimori.[87]

### Intento de autogolpe de Estado
La noche del 6 de diciembre de 2022, se inicia mucho movimiento de oficiales militares, el nuevo ministro de Defensa, Gustavo Bobbio esa madrugada, le comunicó al comandante general del Ejército, Walter Córdova, que por encargo de Pedro Castillo, debía cesar en el cargo de comandante general y que redactara su carta de renuncia. Esa misma noche, Córdova se reunió con jefe del Comando Conjunto de las Fuerzas Armadas, el general Manuel Gómez de la Torre y le informó lo sucedido. En la mañana del 7 de diciembre, Córdova se apersonó a Palacio de Gobierno para que Castillo le explicara su pase al retiro, y este le respondió que «debía cesar porque ya había cumplido su ciclo». A las 7:30 de la mañana, Córdova presentó su carta de renuncia «por motivos estrictamente personales» y advirtió a los altos mandos de las Fuerzas Armadas que se urdía un plan para tomar el poder por la fuerza. Minutos antes, la esposa de Córdova, Frida Ayala publicó en su cuenta de Twitter que su esposo no debe permitir ningún tipo de presión, «menos hoy». Esto originó algunas especulaciones. Para las 9:45, Bobbio llamó al general EP David Ojeda hacia su despacho. Bobbio, al llegar Ojeda alrededor de cuarenta minutos después, le comunicó que Córdova había presentado su renuncia y que él iba a ser nombrado como nuevo Comandante General del Ejército. Ojeda la agradeció la designación a lo que Bobbio le dijo que iba a ir a Palacio para que Castillo firme la resolución, sin embargo, se dio el autogolpe mientras Ojeda se encontraba sentado esperando. Ojeda, al ver el mensaje de Castillo, presentó su renuncia inmediata.
El 7 de diciembre de 2022, se esperaba que a las 15:00 horas el Congreso debatiese una moción de vacancia contra el presidente Castillo, acusándolo de «incapacidad moral permanente». La oposición, para entonces, no tenía los suficientes votos para proceder con la vacancia del presidente Castillo. Vladimir Cerrón, de Perú Libre, había señalado que su partido no votaría a favor de la vacancia haciendo que alcanzar los votos necesarios fuera más difícil. Sin embargo, las declaraciones del exjefe de asesores del Ministerio de vivienda Salatiel Marrufo ante la Comisión de Fiscalización a partir de las 10:54 horas precipitó los hechos. Marrufo declaró que él junto al entonces ministro de vivienda, Geiner Alvarado, le entregaban S/ 50 000 mensuales a Castillo para mantenerse en sus cargos y que Castillo sobornó a algunos congresistas para que votaran en contra durante el primer proceso de vacancia. Betssy Chávez, por su parte, convocó a las 10:46 horas de urgencia a los ministros por WhatsApp porque era «un día histórico. Necesitamos estar cohesionados. Unidad». Chávez, mientras Marrufo confesaba que entregó dinero a Castillo, invitó a Aníbal Torres para una reunión con Pedro Castillo en su despacho. También invitó al equipo de TV Perú para que ingrese. El dominical Cuarto Poder revelaría un audio de Alberto Nieves (cercano a Perú Libre) donde relató que Lenin Romero Casavilca (asesor de Guillermo Bermejo) repartió 90 celulares para las coordinaciones del autogolpe de Estado. Romero le entregó uno de los celulares a Nieves diciéndole: «Toma compadre. Es para coordinar a la hora que el presidente cierre el Congreso. Ahí, concha de su madre, vamos a reventar con todo». Nieves relataría: «Antes de que pase esta huevada, estos conchesumadre les han dado a toditos esos celulares chiquitos, esos chanchitos con chip nuevo, con chip les han dado, con chip que ya estaba registrado... Ellos han estado invirtiendo. Estos conchasumadre han estado previendo lo que iba a pasar, hermano».
Mientras Marrufo terminaba de declarar, y antes de que el órgano legislativo pudiera reunirse para continuar la sesión del proceso de vacancia, el presidente Castillo, sorprendiendo a algunos ministros presentes que acudieron al llamado de Betssy Chávez, anunció a las 11:42 horas el establecimiento del estado de excepción, la disolución del Congreso y un toque de queda inmediato. Previamente, Castillo coordinó con el equipo de reporteros de TV Perú, junto a Betssy Chávez, y ordenó el corte de las transmisiones para difundir el mensaje presidencial, además, le preguntó si se encontraba el por entonces ministro Alejandro Salas a lo que Chávez responde que después le dejarían pasar. En su discurso, el presidente Castillo declaró:

“[...] tomamos la decisión de establecer un gobierno de excepción orientado a establecer el estado de derecho y la democracia a cuyo efecto se dictan las siguientes medidas: disolver temporalmente el Congreso de la República e instaurar un gobierno de emergencia excepcional, convocar en el más breve plazo a elecciones para un nuevo Congreso con facultades constituyentes para elaborar una nueva constitución en un plazo no mayor de nueve meses, a partir de la fecha y hasta que se instaure el nuevo Congreso de la República se gobernará mediante Decretos Ley, se decreta el toque de queda a nivel nacional a partir del día de hoy miércoles 7 de diciembre del 2022 desde las 22:00 horas hasta las 04:00 horas del día siguiente, se declara en reorganización el sistema de justicia, el Poder Judicial, el Ministerio Público, la Junta Nacional de Justicia y el Tribunal Constitucional [...]”

El anuncio se realizó en la oficina del Consejo de Ministros, sin avisar al jefe del gabinete técnico. Antes del anuncio, Castillo estaba, según la reportera que ingresó para transmitir el mensaje, «muy duro». La reportera intentó relajarlo y el presidente le mencionó que «tenemos algo que hacer». Betssy Chávez le dijo que el mensaje debía ser transmitido en vivo. Se preparó 7 discursos, de las cuales se eligió el "más suave". Estuvieron presentes en la transmisión del mensaje, además de Betssy Chávez, Aníbal Torres, Emilio Gustavo Bobbio y Willy Huerta. Según se conoció, Aníbal Torres junto a Guillermo Bermejo, Betssy Chávez, Luis Medina y Raúl Noblecilla indujeron al presidente a dar el autogolpe. El mensaje a la nación fue leído con nerviosismo, miedo y ansiedad. A continuación, el presidente Castillo denunció a los medios de comunicación que se le oponen y pidió a las personas que posean armas ilegales que las entreguen a la Policía Nacional del Perú en un plazo de 72 horas. Castillo mandó a llamar a «instituciones, asociaciones, rondas campesinas, frentes de defensa» afines a él a defender su decisión. Al culminar el mensaje, Betssy Chávez y Castillo se abrazaron, luego, Castillo se abrazó con Aníbal Torres. Según declaró Bobbio, al escuchar el mensaje le dijo a Aníbal Torres: «"Esto no puede ser". Y me respondió: "Es la decisión del presidente". Entonces se me vinieron mil ideas a la cabeza. Pensé: ¿Habrá coordinado con algún general directamente para que saque tropas o habrá coordinado con la policía? ¿Habrá traído a los reservistas de Antauro Humala? ¿Habrá traído gente de los frentes populares? No sabía». El por entonces ministro Alejandro Salas le dijo a Castillo: «¿Por qué ha hecho esto? Es un delito. Él me respondió: "No tenía los votos"». Se dispuso de un decreto-ley para la disolución del congreso y la convocatoria a nuevas elecciones para el 4 de junio de 2023.
Instantes después del mensaje a la Nación, existió una breve incertidumbre por el toque de queda en el cercado de Lima. A pesar de ello se permitió el tránsito peatonal. No obstante, la única zona que permaneció enrejada incluso hasta después de la destitución de Castillo fue la Plaza Mayor.
Se informó que, al concluir el mensaje a la nación, Castillo dio la orden de detener a la fiscal de la nación Patricia Benavides, encargada de las investigaciones a Castillo por corrupción. Además, según el testimonio de la reportera presente, Betssy Chávez le dijo que iban a «reestructurar el Estado, que eso va a ser pronto» y que ya iba a sacar el decreto supremo. El congresista Diego Bazán denunció que el Jefe de la Región Policial Lima, Manuel Lozada, intentó impedir la entrada de los congresistas al Parlamento. Además, declaró que el entonces ministro del interior, Willy Huerta, ordenó que se abrieran las puertas del congreso (que se habían cerrado) para que ingresaran manifestantes simpatizantes de Castillo a las instalaciones y tomen por asalto el congreso. El general de la Policía Nacional, Raúl Alfaro, declaró que Willy Huerta le llamó por WhatsApp. Al contestar, Huerta le pasó con Castillo quien le dijo: «General, cierre el Congreso, no permita el ingreso de ninguna persona y saque a los que están adentro e intervenga a la fiscal de la Nación». Además, le pidió dar seguridad a las casas de Betssy Chávez y Aníbal Torres. Huerta declaró posteriormente que Castillo firmó diversos documentos, aunque alegó desconocer el contenido. Huerta se retiró. Ante esto, Betssy Chávez y Castillo lo llamaron insistentemente, aunque Huerta no les respondió.
Por su lado, cientos de simpatizantes del oficialismo, convocados días antes para la llamada tercera «Toma de Lima» (teniendo por objetivo el cierre del congreso), marcharon por la avenida Abancay mostrando su apoyo a Castillo y publicitando que «no hay golpe de Estado», porque según ellos la «crisis política es responsabilidad del Congreso».

### Renuncias en el gabinete de Pedro Castillo
Minutos después del discurso de Castillo, varios ministros renunciaron a sus cargos, entre ellos el ministro de Trabajo Alejandro Salas, el ministro de Economía Kurt Burneo, el ministro de Relaciones Exteriores César Landa y el ministro de Justicia Félix Chero. El abogado del presidente Castillo abandonó su defensa legal, declarando: «Como abogado respetuoso de la Constitución, asumí la defensa del presidente de la República haciendo alarde de su inocencia. Habiéndose producido una ruptura del orden constitucional, me veo obligado a renunciar irrevocablemente a la defensa del ciudadano Pedro Castillo». Además, el embajador de Perú ante la OEA Harold Forsyth renunció.

### Pronunciamiento del Tribunal Constitucional y de las Fuerzas Armadas

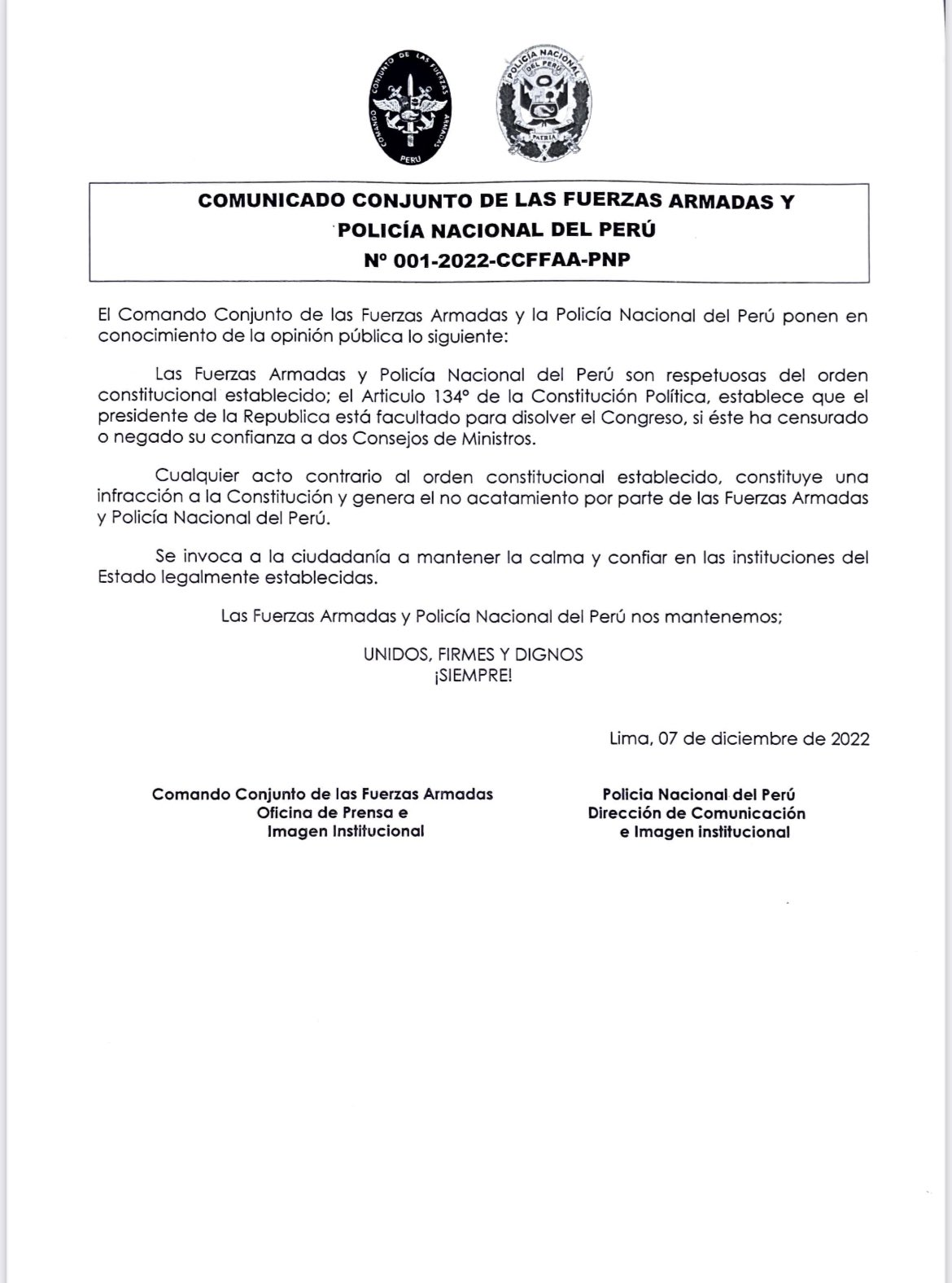
Documento del Comando Conjunto de las Fuerzas Armadas del Perú y la Policía Nacional del Perú en rechazo a la actuación del presidente Castillo.

El Tribunal Constitucional de Perú emitió en un comunicado a las 12:39 horas: 

Nadie debe obediencia a un gobierno usurpador y el señor Pedro Castillo ha dado un golpe de Estado ineficaz. Invoca a las Fuerzas Armadas que están facultadas para restablecer el orden constitucional.

En un comunicado emitido por las Fuerzas Armadas peruanas, éstas rechazaron las acciones del presidente Castillo, llamaron a mantener la estabilidad del país y mostraron su respaldo al «orden constitucional establecido». A las 12:50 horas la fiscal de la Nación, Patricia Benavides, rechazó todo quebrantamiento del orden constitucional, luego de que el presiente Pedro Castillo decidiera dar un autogolpe de Estado.

### El Congreso destituye a Castillo
En rechazo a las acciones del presidente Castillo por disolver el cuerpo legislativo, el congreso adelantó el llamado de los congresistas y se reunió a la 13:11 horas. José Williams, presidente del congreso, declaró en la sesión que:

De conformidad con el artículo 46 de la norma constitucional que establece que nadie debe obediencia a un gobierno usurpador ni a quienes asuman funciones públicas en violación de la constitución y las leyes... Por pretender disolver el congreso e impedir su funcionamiento de forma inconstitucional, la mesa directiva propone se declare la vacancia por incapacidad moral conforme a lo establecido en el artículo 113 inciso 2 de la constitución política concordante con el artículo 117 de nuestra carta política.

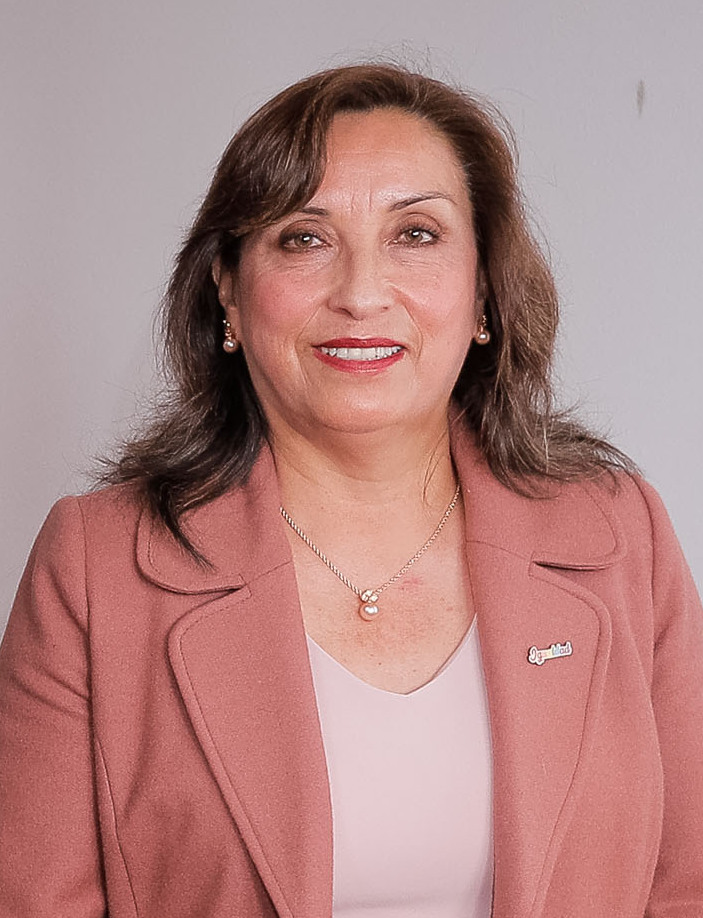
Tras aprobar la vacancia presidencial, el Congreso juramentó a la entonces vicepresidenta peruana, Dina Boluarte, en el cargo de presidenta por sucesión constitucional

Ya registrada la asistencia, inmediatamente se inició la votación nominal donde cada congresista sería llamado por lista para dar su voto a favor o en contra de la destitución de Castillo por «incapacidad moral». Cada participante tuvo tres minutos para intervenir en el debate. A las 13:55 horas la votación final fue con 102 votos a favor, 6 en contra y 10 abstenciones. Como resultado, Castillo perdió parcialmente la inmunidad presidencial, ya que estaba protegido en caso de un antejuicio.
En contra:
- Hamlet Echeverría Rodríguez
- Margot Palacios Huamán
- Janet Milagros Rivas Chacara
- Elías Marcial Varas Melendez
- Jaime Quito Sarmiento
- Paul Silvio Gutiérrez Ticona

En abstención:
- Alfredo Pariona Sinche
- Silvana Robles Araujo
- Guido Bellido Ugarte
- Jorge Samuel Coayla Juárez
- Francis Jhasmina Paredes Castro
- Elizabeth Taipe Coronado
- Katy Ugarte Mamani
- Lucinda Vásquez Vela
- Germán Adolfo Tacuri Valdivia
- Roberto Sánchez Palomino

Aquella intención del toque de queda fue anulada por carecer de aprobación del Ministerio del Interior, que posteriormente fue ratificada por la presidencia.

La vicepresidenta de Perú, Dina Boluarte, que rechazó las acciones de Castillo, fue anunciada para jurar su cargo en la presidencia a las 15:00 h. El nombramiento de Dina Boluarte como presidenta provocaría el inicio de protestas a nivel nacional por parte de organizaciones afines a Pedro Castillo. El Tribunal Constitucional sacaría un pronunciamiento donde mencionaría:
El Tribunal Constitucional, en su rol de guardián de la Constitución de conformidad con el artículo 201, emite el presente pronunciamiento:
1. De acuerdo al artículo 43 de la Constitución, el Estado peruano se suscribe al modelo democrático representativo y se organiza bajo el principio de la separación de los poderes.
2. La situación política que estamos afrontando ha sido resuelta por la reciente decisión de activar la sucesión presidencial luego de haberse declarado la vacancia del ex presidente Pedro Castillo.
3. En ese sentido, invocamos a los poderes públicos a actuar en sujeción a la Constitución y a las leyes, preservando la democracia constitucional y los derechos fundamentales.
4. La ciudadanía debe mantener la calma y hacemos un llamado a que las instituciones del Estado continúen funcionando con normalidad y en respeto a las libertades públicas.

Por su parte, Lenin Romero Casavilca le pidió a Nieves que se meta en el «grupo de [Guillermo] Bermejo». Nieves relataría en el audio difundido por Cuarto Poder: «La marcha está moviendo otra gente, hermano. Mira, escúchame una cosa. Hay una gente, una gente, un... que se llama Lenin [Romero Casavilca] ahí, en el bloque de Bermejo... Ha trabajado conmigo. Mi pata es. Ese ha sacado billete de adentro. Ha traído billete». Nieves añadiría: «Almorzamos y me dice: conchesumadre, vamos a repartir plata, huevón. Plata, puta, estás ganado, conchatumadre. Dame a mí pues, huevón, para comprar mi camiseta o marchar. No, no, a la firme, me dijo: huevón, esta vaina no vamos a perder. El poder no lo vamos a perder».

### Detención de Pedro Castillo

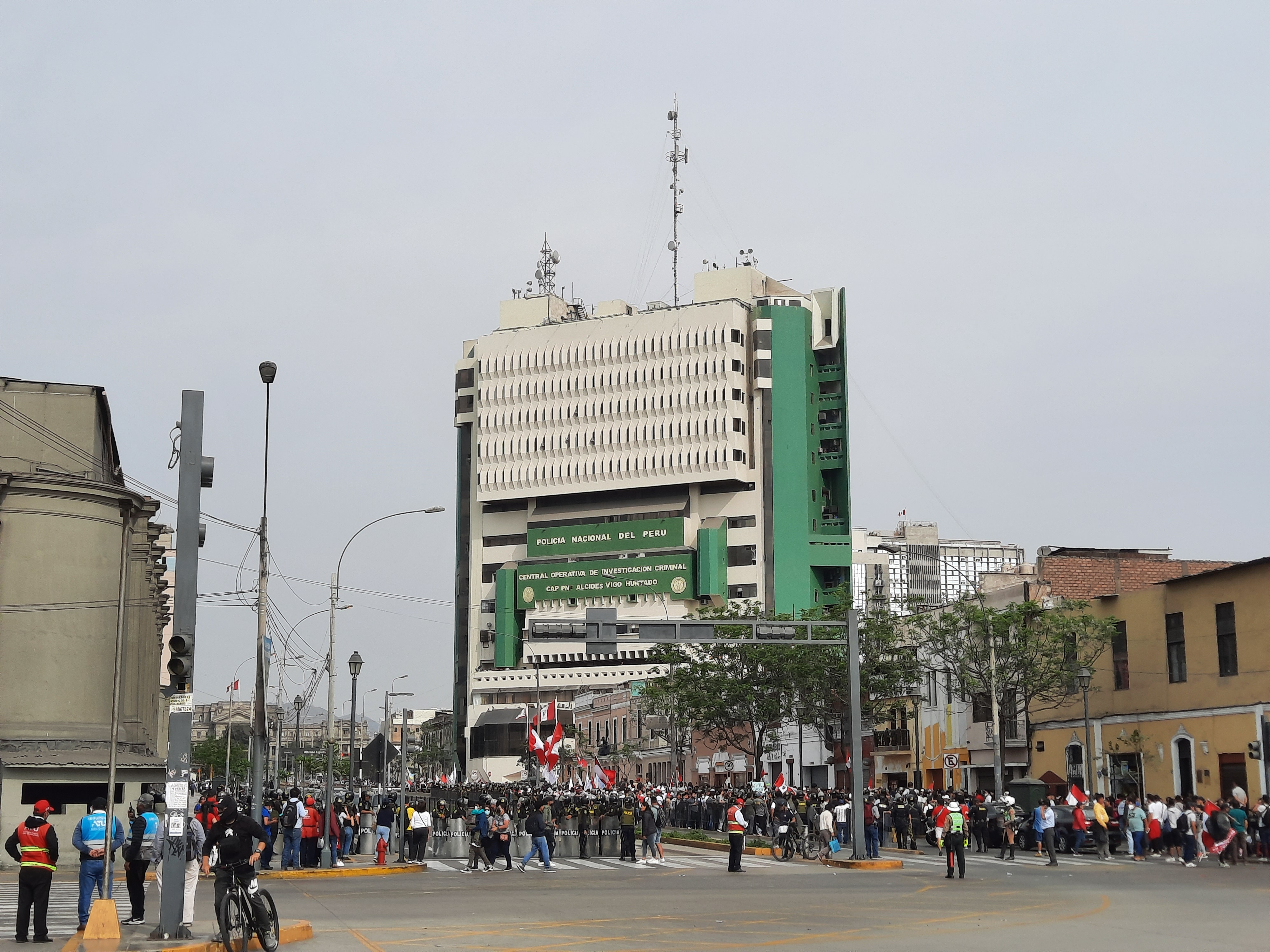
Protestas fuera de la Prefectura de Lima, donde se encontraba detenido Pedro Castillo

Durante la sesión de vacancia en el pleno del Congreso, a las 13:41, imágenes de Canal N mostraron a Castillo junto a la familia presidencial y el ex primer ministro, Aníbal Torres saliendo de Palacio de Gobierno con bolsas de ropa y mochilas. Por temor de una eventual detención, buscó asilo político, vehículos particulares bloquearon los exteriores de la Embajada de México en Lima, lugar donde tenía planificado el asilo. En su intento de huida fue capturado portando S/ 1700 y luego trasladado a la prefectura de Lima, donde se procedió a su detención por parte de la propia escolta presidencial y de la Policía Nacional del Perú. En el momento de su detención, Castillo les dijo que permitieran a su esposa e hijos regresar a su casa en Chota. Se confirmó que fue el Equipo Especial de la Policía Nacional, liderado por los coroneles Harvey Colchado y Walter Lozano, que consiguió interceptar el vehículo donde se trasladó Castillo. Adicionalmente la Fiscalía realizó operativos simultáneos en búsqueda de pruebas de rebelión.
Después de permanecer varias horas detenido en la Prefectura de Lima, Castillo fue conducido en medio de un fuerte resguardo a un cuartel policial en el distrito del Rímac para abordar un helicóptero que lo llevó al penal de Barbadillo, donde también se encontraba el expresidente Alberto Fujimori.
El procurador general del Estado presentó una denuncia penal contra Castillo. Adicionalmente un abogado llamado Guillermo Olivera Díaz acudió en defensa de Castillo tras ser llamado por Vilma Vásquez, sobrina del expresidente. Olivera, en su presentación pública, declaró que intuyó que Castillo «estaba un poco atontando» y «leyendo de forma temblorosa» cuando realizó su mensaje a la Nación. Olivera tomó para la defensa la hipótesis de Guido Bellido de que habían drogado al presidente. Castillo, según Guido Bellido, le dijo que no recordaba haber leído el mensaje. En una entrevista posterior, Castillo manifestó que «quería acercarme al pueblo» y «y di mi discurso recordando y siendo fiel a los pueblos que votaron por mí, que confiaron en mí. Fue una reivindicación de mi parte». Se conoció, además, que Castillo le solicitó a Ronald Atencio para que sea su abogado. Atencio aceptó su defensa y calificó a Castillo de «preso político». La Federación Nacional de Abogados del Perú presentó un habeas corpus para señalar que Pedro Castillo y Aníbal Torres fueron «detenidos ilegalmente sin mandato judicial», que fue denegada. La abogada María Hurtado Ambrosio, en representación de Castillo, demandó al Estado peruano ante la Comisión Interamericana de Derechos Humanos (CIDH) exigiendo su restitución como presidente de la república. Para el 15 se presentaron nuevos recursos de habeas corpus en la Corte Superior de Justicia de Junín.
Un grupo de médicos llegaron donde estaba recluido Castillo para realizarle un examen toxicológico, pero este se negó. Posteriormente el Instituto de Medicina Legal contó que Castillo no estuvo bajo efectos de sustancias en su detención. A la vez, Guillermo Bermejo presentó una carta de Pedro Castillo, donde expone un presunto «plan maquiavélico dirigido por la Sra. Fiscal de la Nación, el presidente del Congreso, y la Sra. Dina Boluarte». Se supo, además, que Aníbal Torres anunció su paso a la clandestinidad tras ser acusado de diversos delitos por la fiscal de la nación. Aníbal Torres argumentó que lo estaban persiguiendo «solo por oír el mensaje presidencial». Se supo también que en su audiencia de prisión preventiva que ni Castillo ni sus abogados asistirán en ella.

### Levantamiento de inmunidad a Castillo
El 12 de diciembre de 2022 se aprobó el proyecto de resolución congresal para levantar antejuicio político a Castillo con 67 votos a favor y 45 en contra. Esto permite continuar el proceso por parte del Ministerio Público. Este pleno se postergó brevemente luego de un enfrentamiento físico el congresista Pasión Dávila al otro Juan Burgos, además de los frecuentes enfrentamientos de los congresistas más férreos al exmandatario. Esta medida generó críticas por constitucionalistas por saltar el cumplimiento del procedimiento indicado al no presentarse ante la Comisión Permanente.
El 15 de diciembre Juez Juan Carlos Checkley lee sentencia de resolución que da 18 meses de prisión preventiva contra Pedro Castillo por presuntos delitos de rebelión, y alternativamente conspiración porque existe peligro de fuga. Medida de comparecencia a Aníbal Torres Vásquez con presentación mensual y cada vez que el juzgado lo solicite y una obligación económica de 20 mil soles para depositar al Banco de la Nación (Perú) dentro de tres días

### Difusión de video de las coordinaciones para el anuncio del golpe de Estado
El 5 de marzo de 2023 el programa periodístico Panorama publicó material inédito. En este se muestran siete minutos previos al inicio del mensaje a la nación televisado, se confirma la insistencia de Castillo, con plena lucidez, al lado de Betssy Chávez, quien coordinaba a la periodista al lado de un camarógrafo de TV Perú. El mencionado camarógrafo grabó el metraje a pesar de la petición inicial de no filmarlo.

## Reacciones

### Sondeos de opinión
Según una encuesta realizada a nivel nacional por la empresa Ipsos Perú entre el 15 y 16 de diciembre de 2022, el 63 % de la población se mostró en desacuerdo con el golpe de Estado que intentó perpetrar Pedro Castillo, mientras que un 33 % se mostró de acuerdo y un 4 % no precisó respuesta alguna. Asimismo, al ser consultados sobre las razones que habrían llevado a Pedro Castillo a tomar dicha medida, un 35 % indicó que ello obedecería a que el expresidente "temía que el Congreso votase la vacancia y lo destituyesen del cargo", un 29 % lo atribuye a que "quería intervenir el Ministerio Público y el Poder Judicial para desaparecer las carpetas fiscales que existen en su contra", un 25 % opina que "quería convocar una Asamblea Constituyente" y un 22 % considera que "quería gobernar concentrando el poder, sin el Congreso".
En febrero de 2023, la encuestadora Ipsos señaló que 43 % señalan que Castillo realizó el autogolpe frente al 51 % que fue el Congreso el que dio el golpe de Estado contra Castillo, precisamente para ponerla a ella en Palacio de Gobierno. La cifra de quienes señalan el autogolpe de Estado es alta en Lima pero baja en zonas rurales y alejadas de la capital peruana.

### Nacionales

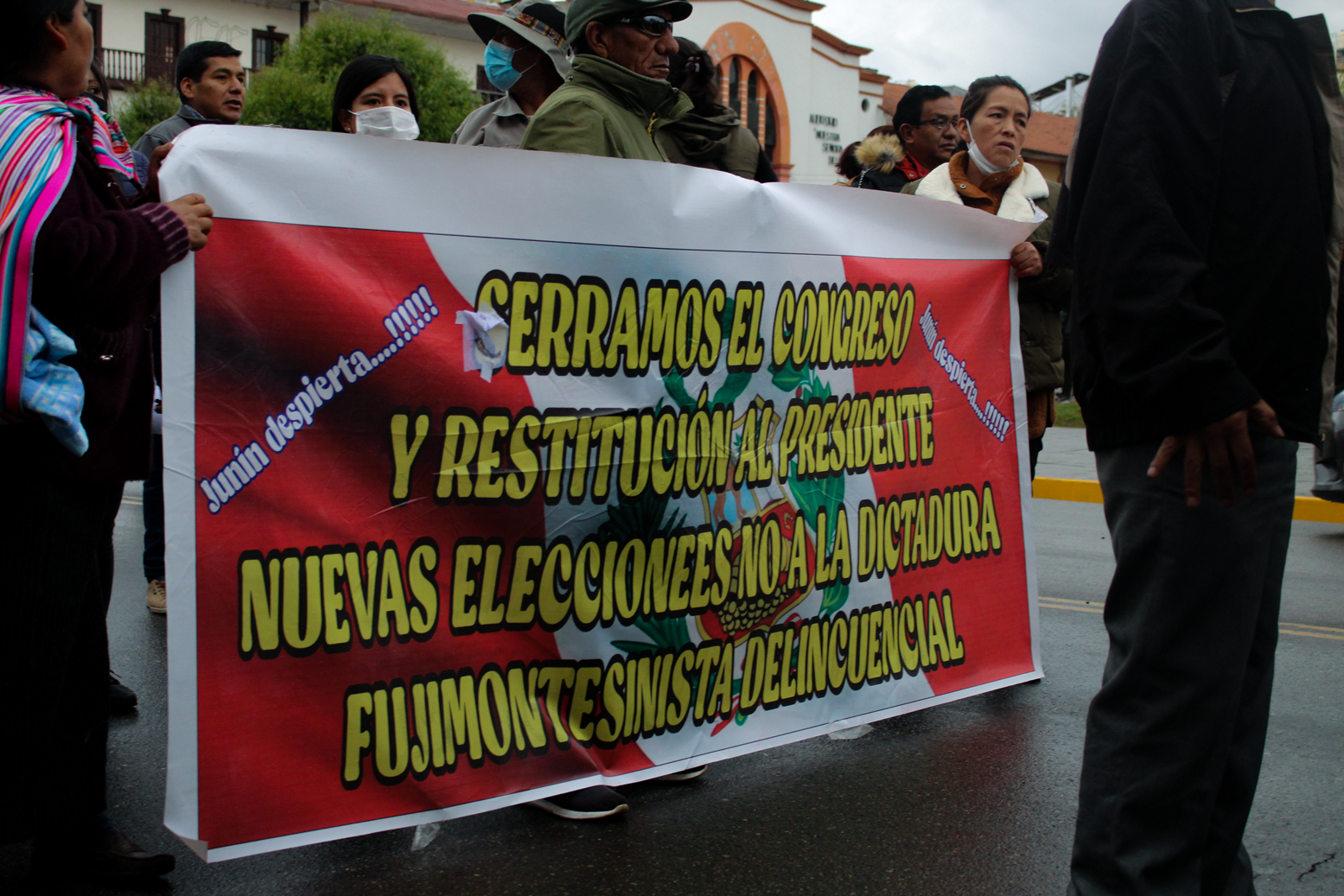
Pancarta en una de las manifestaciones, donde se leen las demandas que solicitan quienes protestan.

- La fiscal de la Nación Patricia Benavides[189] y la Junta Nacional de Justicia[190] condenaron este hecho. De igual forma con la Comisión de Alto Nivel Anticorrupción y la Conferencia Episcopal Peruana.[191]
- La Defensoría del Pueblo solicitó a Castillo «su inmediata renuncia y puesta a disposición ante las autoridades judiciales por incumplimiento del 46.º artículo de la Constitución al haberse arrogado el poder que solo pertenece al pueblo».[192]
- El Comando Conjunto de las Fuerzas Armadas emitió el comunicado N.º 001-2022 donde no acataba la orden de disolución del Congreso.[134][135][193]
- El presidente del Tribunal Constitucional manifestó que «el día de hoy se ha dado un golpe de Estado al más puro estilo del siglo xx».[194]
- La ONPE, el JNE y el RENIEC rechazaron en conjunto aquel autogolpe y que no acatarán a nuevas elecciones que fueron declaradas en el mensaje a la Nación.[195]
- La Municipalidad Metropolitana de Lima desconoció a Pedro Castillo como presidente al rechazar «rotundamente el rompimiento del orden constitucional y democrático».[196]
- La Junta Nacional de Justicia del Perú manifestó su rechazo al autogolpe de Estado.[190]
- La Asamblea de Gobernadores Regionales del Perú rechazó también el acto del presidente.[197] Mientras que el presidente de la Confederación Nacional de Rondas Campesinas marcó distancia con Castillo, a quien «ha sido una decepción para nosotros».[198][199]
- La primera ministra Betssy Chávez, anunció su renuncia al cargo;[200] no obstante, en una entrevista con Hildebrandt en sus Trece, «para mí sigue siendo presidente».[201] También varios ministros renunciaron a sus carteras,[202] quienes negaron ser cómplices.[203][204]
- La Bolsa de Valores de Lima suspendió operaciones tras registrar pérdidas mayores al 3 % por el mensaje del autogolpe de Estado.[205]
- Se registraron protestas por parte de simpatizantes de Castillo y organizaciones de izquierda en diversas ciudades del país, donde se manifestaron en contra de la nueva presidenta Dina Boluarte, el apoyo a la disolución del congreso y la elaboración de una nueva constitución.
- El columnista César Hildebrandt tildó de «suicida» la intención de Castillo, luego de estar «jaqueado por las evidencias». Sin embargo, advirtió a la oposición legislativa, responsable de la vacancia, que «sigan con Keiko Fujimori y las banderas del civilismo de sarcófago y verán cómo surge otro Castillo».[206]

Varios actores políticos comunicaron a la población sobre los acontecimientos del 7 de diciembre:
- El autor de la tercera moción de vacancia, Edward Málaga, se pronunció en el programa de Milagros Leiva de Willax acerca del intento del autogolpe que ocurrió cuando «se ha sentido acorralado y sabía que no tenía manera de bloquear la votación de la moción de vacancia».[207]
- La exvicepresidenta del Perú, Dina Boluarte se pronunció en Twitter en contra del autogolpe.[208] Posteriormente, cuando asumió la presidencia, confirmó que sí hubo autogolpe de Estado.[209]
- El empresario y electo alcalde de Lima, Rafael López Aliaga, expresó que, tras notar las irregularidades en la disolución del Congreso, «la población civil tiene el derecho de insurgencia en defensa del orden constitucional. Son nulos los actos de quienes usurpan funciones públicas».[210]
- La lideresa de la oposición, Keiko Fujimori, animó al «Congreso seguir adelante con la vacancia» y a las Fuerzas Armadas en «respaldar el orden constitucional».[211]
- César Landa, ministro renunciante de relaciones exteriores de Castillo, manifestó que condenaba «este autogolpe de Estado e invoco a la comunidad internacional a ayudar al reencauzamiento democrático en Perú. Castillo tomó esta decisión sin mi conocimiento ni apoyo».[212]
- Valentín Sánchez, líder de la Confederación de Rondas Campesinas, manifestó el respaldo, tras una reunión de dirigentes de rondas campesinas, hacia la vacancia de Pedro Castillo.[213]

Algunos políticos del espectro izquierda, que compartió el partido que postuló Castillo a la presidencia, también reaccionaron:
- El líder de Perú Libre, Vladimir Cerrón, señaló que su partido «no apoyará golpe de Estado en marcha, estamos contra el hiperparlamentarismo, la prensa no es confiable en el país, ningún testimonio está corroborado, pero tampoco ponemos la mano al fuego por el presidente Castillo».[214] Cerrón culpó a Aníbal Torres de ser «el presidente de facto» del Perú[215] y de preparar el «discurso golpista como buen 'fuji'».[216]
- Guido Bellido, quien juramentó como primer ministro el día siguiente del cambio de mando en 2021, calificó el hecho de «muy lamentable», «ha sido una decisión realmente funesta, el optar por querer cerrar el Congreso de la República».[217] Exigió «la cabeza de quien redactó el mensaje presidencial».[218]
- Guillermo Bermejo compartió el comunicado de su recientemente formado partido Voces del Pueblo. Señala que no respaldará las medidas, pero, acorde a la organización, «rechazamos las posiciones de la derecha en el Congreso, quienes con su accionar han arrinconado al país a este estado de crisis y los más perjudicados son el pueblo».[219]
- Katy Ugarte, quien votó en contra de la tercera vacancia, respondió a los medios que Castillo «no es golpista, es un presidente que fue acorralado»[220][221] calificando como «un decir» el intento de autogolpe.[222] Pasión Dávila, quien también votó en contra, minimizó la ilegalidad porque «no cometió ningún delito porque no ha sido consumado, es una opinión, no hay flagrancia».[223]
- La excandidata presidencial Verónika Mendoza expresó que «traicionó la promesa de cambio por la que el pueblo votó y ahora perpetra un golpe emulando al fujimorismo».[224]
- El expresidente Ollanta Humala tildó de «dictador» a Castillo y felicitó a las Fuerzas Armadas por rechazar el autogolpe de Estado.[225]
- Antauro Humala manifestó, a través de un comunicado, que la «constitución fujimontesinista [...] genera exclusivamente presidelincuentes». Calificó de ineptos a Castillo y a Aníbal Torres y anunció que continuaría su gira nacional para convocar una marcha para la reinstauración de la constitución de 1979 y la disolución del congreso para marzo del 2023.[226]
- El Partido Perú Libre, en asamblea extraordinaria, manifestó que no apoyarían a la presidenta Dina Boluarte por considerar que «la extrema derecha ha consumado un golpe de Estado en el país» y apoyarían las marchas a favor de Castillo.[227] Para el 25 de enero de 2023, según Panamericana TV, algunos candidatos que votaron a favor de la vacancia a Castillo como Flavio Cruz y María Agüero mostraron su arrepentimiento al cambiar de opinión sobre el arresto del exmandatario.[228]

### Internacionales

#### Personalidades e instituciones políticas
- Organización de los Estados Americanos: Luego de recibir la Carta Democrática Interamericana y realizar la posterior visita, el secretario de la OEA, Luis Almagro calificó la disolución del Congreso de «repudiable» y que «se pudo haber evitado con las recomendaciones del Grupo de Alto Nivel».[229]
- Organización de las Naciones Unidas: La ONU condenó «todo intento de subvertir el orden democrático».[230]
- México: El presidente de México, Andrés Manuel López Obrador, volcó su opinión: «Consideramos lamentable que, por intereses de las élites económicas y políticas, desde el comienzo de la presidencia legítima de Pedro Castillo, se haya mantenido un ambiente de confrontación y hostilidad en su contra [...]. Ojalá se respeten los derechos humanos y haya estabilidad democrática en beneficio del pueblo».[231] El gobierno mexicano pospuso la cumbre de Alianza del Pacífico, según declaraciones del canciller Marcelo Ebrard.[232] Desde la Secretaría de Relaciones Exteriores del Gobierno de México se publicó un comunicado conjunto de los gobiernos de México, Argentina, Bolivia y Colombia en el que señalan como Presidente a Pedro Castillo a la vez que señalan la violación del Pacto de Costa Rica.[233]
- Brasil: El presidente de Brasil, Jair Bolsonaro, manifestó que las medidas tomadas por Castillo representan «una violación a la vigencia de la democracia y del Estado de Derecho».[234]
- Bolivia: El presidente de Bolivia Luis Arce acusó a la oposición, la «derecha peruana», que «intentó derrocar a un Gobierno democráticamente electo por el pueblo».[235] Los exmandatarios de Bolivia Jeanine Áñez y Evo Morales tuvieron opiniones contrarias desde Twitter (ahora conocida como X). Añez elogió que el «Congreso peruano avaló la sucesión constitucional ante el artero golpe institucional asestado por su presidente».[236] Mientras que Evo Morales cree que esta crisis fue «provocada por la conspiración permanente de la derecha fujimorista y medios derechistas».[237][238][239]
- Venezuela: Desde Venezuela, Diosdado Cabello fue más severo en sus declaraciones. Señaló como una «ofensiva legal ante el avance de la izquierda en América Latina» y, según él, culpó a Estados Unidos.[240] Más tarde, Nicolás Maduro excusó el intento golpista como respuesta a una «persecución parlamentaria, política y judicial sin límite» frente a la «demostración de la extrema derecha a los movimientos populares», y amenazó a la oposición que «ustedes no volverán».[241] Posteriormente, en una sesión de ALBA-TCP; Cuba, Nicaragua y Venezuela mostraron su apoyo a las medidas radicales que tomó Pedro Castillo.[242]
- Chile: El Gobierno de Chile animó que este suceso «se pueda resolver a través de mecanismos democráticos y el respeto al Estado de Derecho».[243] Días después, cuando el gobierno reconoció el mandato de Dina Boluarte, la canciller Antonia Urrejola señaló que Castillo no es golpista porque solo «incumplió normas constitucionales».[244]
- Ecuador: El Gobierno de Ecuador expresó su «profunda preocupación» e «hizo un llamado a todos los actores políticos para mantener el Estado de Derecho y la democracia».[245]
- Uruguay: El Gobierno de Uruguay condenó «enérgicamente» cualquier «intento de quebrantar el orden constitucional» de la República del Perú e hizo un llamado a «respetar las instituciones democráticas».[246]
- Argentina: El Gobierno de Argentina hizo «un llamado a todos los actores políticos y sociales a que se resguarden las instituciones democráticas, el estado de derecho y el orden constitucional».[231]
- Colombia: El Gobierno de Colombia se solidarizó «con el hermano pueblo de Perú», de la misma manera, hizo un llamado al diálogo y condenó «todo atentado contra la democracia, venga de donde venga».[231] La senadora María Fernanda Cabal apoyó al Congreso de la República y pidió al ejército peruano «que respalde las instituciones y la democracia».[247]
- España: El Gobierno de España, mediante su Ministerio de Asuntos Exteriores, condenó la «ruptura del orden constitucional en Perú», y celebró el posterior «restablecimiento de la normalidad democrática». Asimismo, indicó que «España siempre estará del lado de la democracia y la defensa de la legalidad constitucional».[231]
- Paraguay: El Gobierno de Paraguay llamó a un «diálogo constructivo entre todos los actores y fuerzas políticas para preservar la democracia y sus instituciones en favor de la estabilidad y la pacificación en ese país hermano».[248]
- Estados Unidos: La embajada de Estados Unidos en Perú instó «enfáticamente al presidente Castillo a revertir su intento de cerrar el congreso y permitir que las instituciones democráticas de Perú funcionen según la constitución».[249]
- El Foro Madrid, conformado por personalidades afines a la derecha política, también mostró el rechazo hacia aquel intento y negó el apoyo de la asamblea constituyente.[250]

#### Otras personalidades
- El escritor y presentador peruano Jaime Bayly comentó en su programa de televisión al «aprendiz chapucero de dictador» Pedro Castillo, que «nunca estuvo preparado para ser presidente y que nunca debió ser elegido presidente».[251][252]
- El presentador Fernando del Rincón, quien realizó una entrevista al entonces mandatario para la televisión internacional, concluyó que «él mismo “se vacó” y no el Congreso de la República. ¿Se derrumbó el Castillo de Pedro o Pedro derrumbó el Castillo?».[253]
- El panelista del programa Tolerancia cero, Daniel Matamala, lamenta que «parte importante de la izquierda latinoamericana siga teniendo una relación ambigua con el autoritarismo y que siga midiendo los atentados contra la democracia con un doble estándar». Señaló que las declaraciones sobre los motivos del intento de autogolpe buscan ser «justificadas».[254]
- Desde España, el escritor y excandidato presidencial Mario Vargas Llosa felicitó a los militares peruanos por «haberse identificado con las leyes y rechazado el rol de comparsas que quería infligirles el expresidente».[255]

### Comunicado conjunto de Argentina, Bolivia, Colombia y México
El 12 de diciembre los gobiernos de Argentina, Bolivia, Colombia y México publicaron un comunicado conjunto en que ratificaban su reconocimiento a Pedro Castillo como presidente de Perú y reclamaban que Perú estaba violando la Convención Americana sobre Derechos Humanos. En respuesta, el gobierno peruano llamó a consultas a sus embajadores en los cuatro países que emitieron el comunicado. Mientras que Castillo publicó a través de Twitter un agradecimiento a los cuatro gobiernos que lo respaldaron.

## Impacto mediático
RPP Noticias, Latina TV y otras cadenas de televisión peruanas se mostraron en contra del autogolpe, según The Clinic. América Televisión, de su parte, impidió las entradas a sus estudios informativos por seguridad. Además, extendieron su cobertura de programas informativos en reemplazo de los de entretenimiento como La voz generaciones, Magaly TV y Esto es guerra. De igual modo mostraron su rechazo periodistas como Juliana Oxenford, Jaime Chincha, Rosa María Palacios y muchos más. De su parte, IRTP, entidad responsable de la emisión del discurso oficial en televisión abierta, se reafirmó a ser «defensores del Estado de Derecho y la legalidad». Mientras que la Sociedad Nacional de Radio y Televisión condenó el suceso tras el mensaje a la Nación.
En el programa de espectáculos Magaly TV, al día siguiente de su suspensión por los medios televisivos, Magaly Medina ridiculizó el mensaje a la Nación cuando «tomando una decisión tan trascendental para su país [Castillo] está temblando como pollito mojado».

### Narrativa del negacionismo de atribuir al presidente el intento de autogolpe
Durante la destitución de Pedro Castillo, se desarrolló una narrativa procedente del sector rural sobre un supuesto golpe de Estado parlamentario y no un autogolpe del expresidente. Según el presidente del capítulo local de la encuestadora Ipsos, Alfredo Torres, la narrativa señaló a Pedro Castillo como «víctima del Congreso y de los políticos de Lima». El portal Colombia Check dedujo que la información sobre el «golpe de Estado» parlamentario se difundió en varios perfiles de Facebook.
Varios comunicadores compartieron una serie de vídeos sobre los supuestos malos tratos a Pedro Castillo durante su arresto. Entre ellos se encontraban la locutora Cecilia García Rodríguez, de Radio Exitosa, y la activista campesina Lourdes Huanca, señalada por Radio Francia Internacional como una de las «acosadas» de la prensa limeña.

## Legado
Un año después del intento de autogolpe de Estado, el gobierno de Dina Boluarte declaró en un decreto supremo que el 7 de diciembre sea conmemorado como el «Día de la Institucionalidad, del Estado de Derecho y Defensa de la Democracia». El decreto supremo declaró a la efeméride como un acto cívico de transcendencia nacional.
La conmemoración tuvo el desinterés de parte de la ciudadanía, además que algunos colectivos manifestaron en sus movilizaciones el rechazo hacia la fecha. En la primera ceremonia, en Tacna, la asistencia de civiles fue escasa. Además, la congresista de izquierda Ruth Luque Ibarra propuso derogar el decreto.